# Растко Закић
Растко Закић (Крагујевац, 1942 — Београд, 2014) био је српски сатиричар и књижевник.

## Биографија
Дипломирао је на Архитектонском факултету у Београду. Поред књижевног рада бавио се архитектуром, новинарством и издаваштвом. Био је главни уредник и директор ЗАПИСА, прве трајне радне заједнице писаца у Југославији. 1984. године основао је своју Књижевну Радионицу, као слободни облик дружења аутора. Са Александром Баљком и другим сатиричарима Београдског афористичарског круга покренуо Сатиричник ДАНГА, а 1993. године обновио Заједницу писаца ЗАПИС и покренуо магазин за критичко мишљење АЛТЕРА (са Иваном Ивановићем, Милосавом В.Р. Јовановићем, Миланом Арнаутом и Витомиром Теофиловићем).
Добитник је награде Радоје Домановић за сатиру и двоструки добитник Априлске награде Београдског Универзитета. Живео је и радио у Београду.
Заступљен је у више домаћих и страних антологија сатиричне књижевности. Превођен је на више језика.

## Одабрани афоризми
- Има мајмуна, биће људи!
- Библиофилско издање: књига укоричена у кожу писца.
- Носили смо га одушевљено на рукама, до гроба.
- Зашто људи мрзе неправду, кад их осуђују увек у име правде?!
- Наша кадровска решења можда нису увек добра, али су увек трајна.
- Најгоре је бити говно у чврстој руци.
- Будућност је почела, ми ћемо је довршити!
- Кад год руководилац стави прст на чело, помислим: показује кривца!
- Наши избори су најслободнији јер се све зна унапред!
- Познавање закона не оправдава судије![1]